# Mason City (Iowa)
Mason City – miasto w Stanach Zjednoczonych, w stanie Iowa, siedziba hrabstwie Cerro Gordo. W 2000 liczyło 29 172 mieszkańców.

## Współpraca
- Montegrotto Terme, Włochy